# Nagybajom
Nagybajom är en stad i provinsen Somogy i Ungern. Staden hade 3 374 invånare (2019).

## Vänorter
- Lăzarea, Rumänien
- Schortens, Tyskland
- Velika Polana, Slovenien